# الكسندر ماكدوغال
الكسندر ماكدوغال (بالإنجليزية: Alexander MacDougall)‏ (19 مارس 1837 في جامايكا - 1 نوفمبر 1917 في المملكة المتحدة) هو لاعب كريكت بريطاني (وحمل سابقاً جنسية المملكة المتحدة لبريطانيا العظمى وأيرلندا). لعب مع نادي مقاطعة نوتنغهامشير للكريكت ‏.

## وصلات خارجية
- الكسندر ماكدوغال على موقع إي آس بي آن كريك إنفو (الإنجليزية)